# Lijst van Nederlandse uitleveringsverdragen
Nederland heeft voor de uitlevering van verdachten en voortvluchtige veroordeelden in het kader van de internationale rechtshulp met meerdere staten uitleveringsverdragen. De verdragen kunnen zowel bi- als multilateraal zijn. Met sommige landen heeft Nederland tegelijkertijd meerdere werkzame verdragen, bijvoorbeeld een bilateraal verdrag en tevens een multilateraal verdrag waarbij beide landen samen met andere staten betrokken zijn. Ook zijn er landen waarmee Nederland een klassiek uitleveringsverdrag heeft en landen die, net als Nederland, ook vallen onder het binnen de Europese Unie geldende systeem van uitlevering. Sommige landen leveren geen eigen onderdanen uit. Nederland doet dit alleen op basis van wederkerigheid. Nederland levert evenmin verdachten uit wanneer de kans bestaat dat zij in de verzoekende staat tot de doodstraf veroordeeld zullen worden.

## Soorten uitlevering
Er gelden in Nederland twee regimes waaronder personen t.b.v. strafvervolging of -executie ter beschikking van een ander land kunnen werden gesteld:
1. Het regime van overlevering geldt alleen binnen de Europese Unie en is gebaseerd op Kaderbesluit 2002/584/JBZ. Nederland heeft dit besluit geïmplementeerd in de Overleveringswet.
2. Het regime van uitlevering geldt voor alle overige landen. Uitlevering kan in Nederland alleen o.g.v. een verdrag. De verdragen zijn geïmplementeerd in de Uitleveringswet.

## Soorten verdragen
Er bestaan, grof gezegd, vier stelsels voor de vaststelling van dubbele strafbaarheid:
1. Het enumeratie-stelsel - dit zijn verdragen waarbij de feiten die tot uitlevering kunnen leiden in een lijst zijn opgenomen.
2. Het eliminatie-stelsel - dit zijn verdragen die geen lijst bevatten, maar in plaats daarvan een minimaal strafmaximum als voorwaarde voor uitlevering stellen.
3. Het combinatie-stelsel - dit zijn verdragen waarbij er zowel een lijst is als een minimaal strafmaximum. Als het minimale strafmaximum niet gehaald wordt kan er dus toch uitlevering plaatsvinden indien het feit op de lijst staat.
4. Alle bovengenoemde verdragen stellen wel de eis van dubbele strafbaarheid. Type nummer 4, het Europees Aanhoudingsbevel, doet dat niet altijd. In verzoeken van andere EU-landen geldt hetzelfde als bij de combinatieverdragen, met dien verstande dat dubbele strafbaarheid niet vereist is voor feiten die op de lijst staan.

## Lijst van uitleveringsverdragen per land
| Land                         | Stelsel    | Type verdrag  | Uitlevering Nederlanders | Uitlevering onderdanen aan Nederland | Opmerkingen |
| ---------------------------- | ---------- | ------------- | ------------------------ | ------------------------------------ | --- |
| Albanië                      | Eliminatie | Multilateraal | Waarschijnlijk           | Nee                                  | Europees verdrag betreffende de uitlevering |
| Andorra                      | Eliminatie | Multilateraal | Ja                       | Nee                                  | Europees verdrag betreffende de uitlevering |
| Argentinië                   | Enumeratie | Bilateraal    | Nee                      | Nee                                  | |
| Armenië                      | Eliminatie | Multilateraal | Waarschijnlijk           | Nee                                  | Europees verdrag betreffende de uitlevering |
| Australië                    | Eliminatie | Bilateraal    | Ja                       | Waarschijnlijk                       | |
| Azerbeidzjan                 | Eliminatie | Multilateraal | Waarschijnlijk           | Nee                                  | Europees verdrag betreffende de uitlevering |
| Bahama's                     | Enumeratie | Voortzetting  | Waarschijnlijk           | Onbekend                             | Voortzetting van het Verdrag tot uitlevering van misdadigers tussen Nederland en Groot-Brittannië, Londen 26 september 1898                                                                                     |
| België                       | EU         | Multilateraal | Ja                       | Ja                                   | Kaderbesluit 2002/584/JBZ |
| Bosnië en Herzegovina        | Eliminatie | Multilateraal | Waarschijnlijk           | Onbekend                             | Europees verdrag betreffende de uitlevering |
| Bulgarije                    | EU         | Multilateraal | Ja                       | Ja                                   | Kaderbesluit 2002/584/JBZ |
| Canada                       | Eliminatie | Bilateraal    | Ja                       | Ja                                   | |
| Cyprus                       | EU         | Multilateraal | Ja                       | Ja                                   | Kaderbesluit 2002/584/JBZ |
| Denemarken                   | EU         | Multilateraal | Ja                       | Ja                                   | Kaderbesluit 2002/584/JBZ |
| Duitsland                    | EU         | Multilateraal | Ja                       | Ja                                   | Kaderbesluit 2002/584/JBZ |
| Estland                      | EU         | Multilateraal | Ja                       | Ja                                   | Kaderbesluit 2002/584/JBZ |
| Finland                      | EU         | Multilateraal | Ja                       | Ja                                   | Kaderbesluit 2002/584/JBZ |
| Frankrijk                    | EU         | Multilateraal | Ja                       | Ja                                   | Kaderbesluit 2002/584/JBZ |
| Georgië                      | Eliminatie | Multilateraal | Ja                       | Ja                                   | Europees verdrag betreffende de uitlevering |
| Griekenland                  | EU         | Multilateraal | Ja                       | Ja                                   | Kaderbesluit 2002/584/JBZ |
| Hongarije                    | EU         | Multilateraal | Ja                       | Ja                                   | Kaderbesluit 2002/584/JBZ |
| Hongkong                     | Enumeratie | Bilateraal    | Nee                      |                                      | Opgeschort sinds 21 oktober 2020 |
| Ierland                      | EU         | Multilateraal | Ja                       | Ja                                   | Kaderbesluit 2002/584/JBZ |
| IJsland                      | EU         | Multilateraal | Ja                       | Ja                                   | O.g.v. de Overeenkomst tussen de Europese Unie en de Republiek IJsland en het Koninkrijk Noorwegen betreffende de procedures voor overlevering tussen de lidstaten van de Europese Unie en IJsland en Noorwegen |
| India                        | Enumeratie | Voortzetting  | Waarschijnlijk           | Nee                                  | Voortzetting van het Verdrag tot uitlevering van misdadigers tussen Nederland en Groot-Brittannië, Londen 26 september 1898                                                                                     |
| Israël                       | Eliminatie | Multilateraal | Ja                       | Ja                                   | Europees verdrag betreffende de uitlevering |
| Italië                       | EU         | Multilateraal | Ja                       | Ja                                   | Kaderbesluit 2002/584/JBZ |
| Kenia                        | Enumeratie | Voortzetting  | Nee                      | Onbekend                             | Voortzetting van het Verdrag tot uitlevering van misdadigers tussen Nederland en Groot-Brittannië, Londen 26 september 1898                                                                                     |
| Kroatië                      | EU         | Multilateraal | Ja                       | Ja                                   | Kaderbesluit 2002/584/JBZ |
| Letland                      | EU         | Multilateraal | Ja                       | Ja                                   | Kaderbesluit 2002/584/JBZ |
| Liberia                      | Enumeratie | Bilateraal    | Nee                      | Nee                                  | |
| Liechtenstein                | Eliminatie | Multilateraal | Ja                       | Nee                                  | Europees verdrag betreffende de uitlevering |
| Litouwen                     | EU         | Multilateraal | Ja                       | Ja                                   | Kaderbesluit 2002/584/JBZ |
| Luxemburg                    | EU         | Multilateraal | Ja                       | Ja                                   | Kaderbesluit 2002/584/JBZ |
| Malawi                       | Enumeratie | Voortzetting  | Nee                      | Onbekend                             | Voortzetting van het Verdrag tot uitlevering van misdadigers tussen Nederland en Groot-Brittannië, Londen 26 september 1898                                                                                     |
| Malta                        | EU         | Multilateraal | Ja                       | Ja                                   | Kaderbesluit 2002/584/JBZ |
| Marokko                      | Eliminatie | Bilateraal    | Ja                       | Ja                                   | |
| Mexico                       | Enumeratie | Bilateraal    | Nee                      | Nee                                  | |
| Moldavië                     | Eliminatie | Multilateraal | Ja                       | Nee                                  | Europees verdrag betreffende de uitlevering |
| Monaco                       | Eliminatie | Multilateraal | Onbekend                 | Onbekend                             | Europees verdrag betreffende de uitlevering |
| Montenegro                   | Eliminatie | Multilateraal | Ja                       | Nee                                  | Europees verdrag betreffende de uitlevering |
| Nieuw-Zeeland                | Enumeratie | Voortzetting  | Nee                      | Onbekend                             | Voortzetting van het Verdrag tot uitlevering van misdadigers tussen Nederland en Groot-Brittannië, Londen 26 september 1898                                                                                     |
| Noord-Macedonië              | Eliminatie | Multilateraal | Ja                       | Nee                                  | Europees verdrag betreffende de uitlevering |
| Noorwegen                    | EU         | Multilateraal | Ja                       | Nee                                  | O.g.v. de Overeenkomst tussen de Europese Unie en de Republiek IJsland en het Koninkrijk Noorwegen betreffende de procedures voor overlevering tussen de lidstaten van de Europese Unie en IJsland en Noorwegen |
| Oeganda                      | Enumeratie | Voortzetting  | Nee                      | Onbekend                             | Voortzetting van het Verdrag tot uitlevering van misdadigers tussen Nederland en Groot-Brittannië, Londen 26 september 1898                                                                                     |
| Oekraïne                     | Eliminatie | Multilateraal | Ja                       | Nee                                  | Europees verdrag betreffende de uitlevering |
| Oostenrijk                   | EU         | Multilateraal | Ja                       | Ja                                   | Kaderbesluit 2002/584/JBZ |
| Pakistan                     | Enumeratie | Voortzetting  | Nee                      | Nee                                  | Voortzetting van het Verdrag tot uitlevering van misdadigers tussen Nederland en Groot-Brittannië, Londen 26 september 1898                                                                                     |
| Polen                        | EU         | Multilateraal | Ja                       | Ja                                   | Kaderbesluit 2002/584/JBZ |
| Portugal                     | EU         | Multilateraal | Ja                       | Ja                                   | Kaderbesluit 2002/584/JBZ |
| Roemenië                     | EU         | Multilateraal | Ja                       | Ja                                   | Kaderbesluit 2002/584/JBZ |
| Rusland                      | Eliminatie | Multilateraal | Nee                      | Nee                                  | Europees verdrag betreffende de uitlevering |
| San Marino                   | Eliminatie | Multilateraal | Ja                       | Nee                                  | Europees verdrag betreffende de uitlevering |
| Servië                       | Eliminatie | Multilateraal | Ja                       | Waarschijnlijk niet                  | Europees verdrag betreffende de uitlevering |
| Slovenië                     | EU         | Multilateraal | Ja                       | Ja                                   | Kaderbesluit 2002/584/JBZ |
| Slowakije                    | EU         | Multilateraal | Ja                       | Ja                                   | Kaderbesluit 2002/584/JBZ |
| Spanje                       | EU         | Multilateraal | Ja                       | Ja                                   | Kaderbesluit 2002/584/JBZ |
| Suriname                     | Eliminatie | Bilateraal    | Nee                      | Nee                                  | |
| Tanzania                     | Enumeratie | Voortzetting  | Nee                      | Onbekend                             | Voortzetting van het Verdrag tot uitlevering van misdadigers tussen Nederland en Groot-Brittannië, Londen 26 september 1898                                                                                     |
| Trinidad en Tobago           | Eliminatie | Bilateraal    | Ja                       | Ja                                   | Niet geratificeerd, maar toch voorlopig in werking |
| Tsjechië                     | EU         | Multilateraal | Ja                       | Ja                                   | Kaderbesluit 2002/584/JBZ |
| Turkije                      | Eliminatie | Multilateraal | Ja                       | Nee                                  | Europees verdrag betreffende de uitlevering |
| Verenigde Arabische Emiraten | Eliminatie | Bilateraal    | Nee                      | Waarschijnlijk niet                  | Tenuitvoerlegging van de doodstaf of een lijfstraf is een weigeringsgrond; Bij weigering uitlevering onderdaan moet het aangezochte land vervolgen.                                                             |
| Verenigd Koninkrijk          | EU         | Multilateraal | Ja                       | Ja                                   | Handels en Samenwerkingsovereenkomst EU-VK (Deel III) |
| Verenigde Staten             | Combinatie | Bilateraal    | Ja                       | Ja                                   | Tenuitvoerlegging doodstraf is weigeringsgrond |
| Zuid-Afrika                  | Eliminatie | Multilateraal | Nee                      | Onbekend                             | Europees verdrag betreffende de uitlevering |
| Zuid-Korea                   | Eliminatie | Multilateraal | Ja                       | Onbekend                             | Europees verdrag betreffende de uitlevering |
| Zweden                       | EU         | Multilateraal | Ja                       | Ja                                   | Kaderbesluit 2002/584/JBZ |
| Zwitserland                  | Eliminatie | Multilateraal | Ja                       | Onbekend                             | Europees verdrag betreffende de uitlevering |

## Specifieke misdrijven
In aanvulling op de uitleveringsverdragen met de hierboven genoemde landen zijn er ook nog internationale verdragen die uitlevering mogelijk maken. Deze verdragen zien op specifieke misdrijven. Nederland beschouwt deze verdragen als grondslag voor uitlevering. Nu Nederland het bestaan van een verdrag verplicht stelt voor uitlevering (artikel 2 lid 3 Grondwet), is hiermee aan een belangrijke voorwaarde voldaan. Dit houdt dus in dat Nederland, mits er aan de andere voorwaarde van de Uitleveringswet is voldaan, tot uitlevering mag overgaan. Dit mag dus ook als er geen uitleveringsverdrag met een ander land is. Dit land moet dan wel zijn aangesloten bij een verdrag dat een grondslag tot uitlevering biedt. Ook mag Nederland uitleveren aan landen waarmee Nederland wel een uitleveringsverdrag mee heeft, maar dat verdrag uitlevering voor het betreffende specifieke misdrijf niet uitdrukkelijk toestaat. Dit kan bijvoorbeeld het geval zijn bij een uitleveringsverzoek uit Argentinië. Ook als het betreffende uitleveringsverdrag nog niet geratificeerd kan er o.g.v. sommige verdragen worden uitgeleverd. Dit is bijvoorbeeld het geval bij corruptie in de Verenigde Arabische Emiraten. 
De voorwaarde van het bestaan van een verdrag geldt voor zowel Nederlanders als vreemdelingen. Ten aanzien van Nederlandse verdachten is het ook noodzakelijk dat via een verdrag gegarandeerd is dat de eventuele straf in Nederland kan worden uitgezeten. Een zogenaamd WOTS-verdrag is dus noodzakelijk.
Overigens is uitlevering aan meer voorwaarde verbonden, waardoor uitlevering ondanks het bestaan van dit verdrag toch niet door kan gaan.

### De verdragen
Hieronder volgt een opsomming van de verdragen m.b.t. specifieke misdrijven en een kleine toelichting.

#### Verdrag van de Verenigde Naties tegen corruptie (2003)
Het Verdrag van de Verenigde Naties tegen corruptie verplicht de verdragsluitende landen om bepaalde handelingen strafbaar te stellen.  Deze handelingen omvatten o.a. omkoping, verduistering van publieke middelen door een overheidsfunctionaris, witwassen en nog enkele anderen misdrijven. In totaal worden de verdragsluitende staten verplicht om dertien gedragingen strafbaar te stellen.
Artikel 44 lid 5 van het verdrag geeft de verdragspartijen de mogelijkheid om, mocht het land uitlevering afhankelijk stellen van het bestaan van een verdrag (zoals Nederland), dit verdrag als grondslag voor de uitlevering.  Indien landen het verdrag als grondslag voor uitlevering zien, deponeren zij hiertoe een verklaring bij de Secretaris-generaal van de Verenigde Naties. Nederland heeft een dergelijke verklaring afgegeven.

#### Verdrag van de Verenigde Naties tegen de sluikhandel in verdovende middelen en psychotrope stoffen (1988)
Het Verdrag van de Verenigde Naties tegen de sluikhandel in verdovende middelen en psychotrope stoffen is een VN-verdrag. Het verdrag verdrag verplicht staten tot het strafbaar stellen van productie, extractie, distributie, in-, uit- en doorvoer,  verkoop, aanbod voor verkoop, leveringen op welke voorwaarde dan ook, bemiddeling, aankoop en bezit van verdovende middelen. 
Ook biedt het verdrag een grondslag voor diverse vormen van rechtshulp, waaronder uitlevering. 

#### Verdrag tot bestrijding van wederrechtelijke gedragingen tegen de veiligheid van de burgerluchtvaart (1971)
Het verdrag beoogd samen met het Protocol tot bestrijding van wederrechtelijke daden van geweld op luchthavens voor de internationale burgerluchtvaart

#### Enkelvoudig Verdrag inzake verdovende middelen (1961)
Het Enkelvoudig Verdrag inzake verdovende middelen faciliteert uitlevering voor dezelfde vergrijpen als Verdrag van de Verenigde Naties tegen de sluikhandel in verdovende middelen en psychotrope stoffen. Aangezien dit laatste verdrag uitlevering voor meer strafbare feiten toestaat, wordt het in de praktijk meer gebruikt. Het Enkelvoudig verdrag zal daarom alleen gebuikt worden voor landen die wel bij het Enkelvoudig verdrag zijn aangesloten, maar niet bij het Verdrag van de Verenigde Naties tegen de sluikhandel in verdovende middelen en psychotrope stoffen. Dit zijn er slechts drie, namelijk: Papoea-Nieuw-Guinea, de Salomonseilanden en Somalië.

#### Verdrag tot bestrijding van wederrechtelijke gedragingen gericht tegen de veiligheid van de zeevaart
Samen met het Protocol tot bestrijding van wederrechtelijke gedragingen gericht tegen de veiligheid van vaste platforms op het continentale plat

#### Verdrag inzake de veiligheid van VN-personeel en geassocieerd personeel (1994)
Samen met het zoals aangevuld door het Facultatief Protocol 

#### Verdrag tegen transnationale georganiseerde misdaad (2000)
Samen met Protocol inzake de preventie, bestrijding en bestraffing van mensenhandel, in het bijzonder vrouwenhandel en kinderhandel, tot aanvulling van het Verdrag tegen transnationale georganiseerde misdaad en het Protocol tegen de smokkel van migranten over land, over de zee en in de lucht, tot aanvulling van het Verdrag tegen transnationale georganiseerde misdaad

#### Europees Verdrag ter voorkoming van terrorisme (2005)
Samen met het Aanvullend Protocol bij het Verdrag van de Raad van Europa ter voorkoming van terrorisme
De verdragsluitende partijen zijn allen aangesloten bij het Europees verdrag inzake uitlevering.

#### Verdrag van de Raad van Europa inzake het voorkomen en bestrijden van geweld tegen vrouwen en huiselijk geweld (2011)
De verdragsluitende partijen zijn allen aangesloten bij het Europees verdrag inzake uitlevering.

### Verdragen en verdragspartijen
In aanvulling op de landen genoemd in het overzicht van de verdragen, wordt Nederland ook geacht, t.a.v. de misdrijven genoemd in Hoofdstuk III van het verdrag, een uitleveringsverdrag te hebben met de volgende staten:
| Afghanistan                   | Onbekend | Onbekend | Nee | Ja | Ja  |
| Algerije                      | Onbekend | Onbekend | Nee | Ja | Ja  |
| Angola                        | Onbekend | Onbekend | Nee | Ja | Ja  |
| Antigua en Barbuda            | Onbekend | Onbekend | Nee | Ja | Ja  |
| Barbados                      | Onbekend | Onbekend | Nee | Ja | Ja  |
| Belize                        | Onbekend | Onbekend | Nee | Ja | Ja  |
| Bahrein                       | Onbekend | Onbekend | Nee | Ja | Ja  |
| Bangladesh                    | Onbekend | Onbekend | Nee | Ja | Ja  |
| Benin                         | Onbekend | Onbekend | Nee | Ja | Ja  |
| Bhutan                        | Onbekend | Onbekend | Nee | Ja | Ja  |
| Bolivia                       | Onbekend | Onbekend | Ja  | Ja | Ja  |
| Botswana                      | Onbekend | Onbekend | Nee | Ja | Ja  |
| Brazilië                      | Onbekend | Nee      | Nee | Ja | Ja  |
| Brunei                        | Onbekend | Onbekend | Nee | Ja | Ja  |
| Burkina Faso                  | Onbekend | Onbekend | Nee | Ja | Ja  |
| Burundi                       | Onbekend | Onbekend | Nee | Ja | Ja  |
| Cambodja                      | Onbekend | Onbekend | Nee | Ja | Ja  |
| Centraal-Afrikaanse Republiek | Onbekend | Onbekend | Nee | Ja | Ja  |
| Chili                         | Ja       | Ja       | Ja  | Ja | Ja  |
| China                         | Onbekend | Nee      | Nee | Ja | Ja  |
| Colombia                      | Onbekend | Onbekend | Nee | Ja | Ja  |
| Comoren                       | Onbekend | Onbekend | Nee | Ja | Ja  |
| Congo-Kinshasa                | Onbekend | Onbekend | Nee | Ja | Ja  |
| Congo-Brazzaville             | Onbekend | Onbekend | Nee | Ja | Ja  |
| Cookeilanden                  | Onbekend | Onbekend | Nee | Ja | Ja  |
| Costa Rica                    | Onbekend | Onbekend | Ja  | Ja | Ja  |
| Cuba                          | Onbekend | Onbekend | Ja  | Ja | Ja  |
| Djibouti                      | Onbekend | Onbekend | Nee | Ja | Ja  |
| Dominica                      | Onbekend | Onbekend | Nee | Ja | Ja  |
| Dominicaanse Republiek        | Onbekend | Nee      | Nee | Ja | Ja  |
| Ecuador                       | Onbekend | Nee      | Ja  | Ja | Ja  |
| Egypte                        | Onbekend | Onbekend | Nee | Ja | Ja  |
| El Salvador                   | Nee      | Nee      | Nee | Ja | Ja  |
| Equatoriaal-Guinea            | Onbekend | Onbekend | Nee | Ja | Nee |
| Swaziland                     | Onbekend | Onbekend | Nee | Ja | Ja  |
| Ethiopië                      | Onbekend | Onbekend | Nee | Ja | Ja  |
| Fiji                          | Onbekend | Onbekend | Nee | Ja | Ja  |
| Filipijnen                    | Onbekend | Onbekend | Nee | Ja | Ja  |
| Gabon                         | Onbekend | Onbekend | Nee | Ja | Ja  |
| Gambia                        | Onbekend | Onbekend | Nee | Ja | Ja  |
| Ghana                         | Onbekend | Onbekend | Nee | Ja | Ja  |
| Grenada                       | Onbekend | Onbekend | Nee | Ja | Ja  |
| Guatemala                     | Onbekend | Onbekend | Nee | Ja | Ja  |
| Guinee                        | Onbekend | Onbekend | Nee | Ja | Ja  |
| Guinee-Bissau                 | Onbekend | Onbekend | Nee | Ja | Ja  |
| Guyana                        | Onbekend | Onbekend | Nee | Ja | Ja  |
| Haïti                         | Onbekend | Onbekend | Nee | Ja | Ja  |
| Vaticaanstad Heilige Stoel    | Onbekend | Onbekend | Nee | Ja | Ja  |
| Honduras                      | Onbekend | Onbekend | Nee | Ja | Ja  |
| Indonesië                     | Onbekend | Onbekend | Nee | Ja | Ja  |
| Irak                          | Onbekend | Onbekend | Nee | Ja | Ja  |
| Iran                          | Onbekend | Onbekend | Nee | Ja | Ja  |
| Ivoorkust                     | Onbekend | Onbekend | Nee | Ja | Ja  |
| Jamaica                       | Onbekend | Onbekend | Nee | Ja | Ja  |
| Japan                         | Onbekend | Onbekend | Nee | Ja | Ja  |
| Jemen                         | Onbekend | Onbekend | Nee | Ja | Ja  |
| Jordanië                      | Onbekend | Onbekend | Nee | Ja | Ja  |
| Kaapverdië                    | Onbekend | Onbekend | Nee | Ja | Ja  |
| Kameroen                      | Onbekend | Onbekend | Nee | Ja | Ja  |
| Kazachstan                    | Onbekend | Onbekend | Nee | Ja | Ja  |
| Kirgizië                      | Onbekend | Onbekend | Nee | Ja | Ja  |
| Kiribati                      | Onbekend | Onbekend | Nee | Ja | Nee |
| Koeweit                       | Onbekend | Onbekend | Nee | Ja | Ja  |
| Laos                          | Onbekend | Onbekend | Nee | Ja | Ja  |
| Lesotho                       | Onbekend | Onbekend | Nee | Ja | Ja  |
| Libanon                       | Onbekend | Onbekend | Nee | Ja | Ja  |
| Libië                         | Onbekend | Onbekend | Nee | Ja | Ja  |
| Madagaskar                    | Onbekend | Onbekend | Nee | Ja | Ja  |
| Malediven                     | Onbekend | Onbekend | Nee | Ja | Ja  |
| Maleisië                      | Onbekend | Onbekend | Nee | Ja | Ja  |
| Mali                          | Onbekend | Onbekend | Nee | Ja | Ja  |
| Marokko                       | Onbekend | Onbekend | Nee | Ja | Ja  |
| Marshalleilanden              | Onbekend | Onbekend | Nee | Ja | Ja  |
| Mauritanië                    | Onbekend | Onbekend | Nee | Ja | Ja  |
| Mauritius                     | Onbekend | Onbekend | Nee | Ja | Ja  |
| Micronesië                    | Onbekend | Onbekend | Nee | Ja | Ja  |
| Mongolië                      | Onbekend | Onbekend | Nee | Ja | Ja  |
| Mozambique                    | Onbekend | Onbekend | Nee | Ja | Ja  |
| Myanmar                       | Onbekend | Onbekend | Nee | Ja | Ja  |
| Namibië                       | Onbekend | Onbekend | Nee | Ja |     |
| Nauru                         | Onbekend | Onbekend | Nee | Ja |     |
| Nepal                         | Onbekend | Onbekend | Nee | Ja |     |
| Nicaragua                     | Onbekend | Onbekend | Nee | Ja |     |
| Niger                         | Onbekend | Onbekend | Nee | Ja |     |
| Nigeria                       | Onbekend | Onbekend | Nee | Ja |     |
| Niue                          | Onbekend | Onbekend | Nee | Ja |     |
| Oezbekistan                   | Onbekend | Onbekend | Nee | Ja |     |
| Oman                          | Onbekend | Onbekend | Nee | Ja |     |
| Oost-Timor                    | Onbekend | Onbekend | Nee | Ja |     |
| Palau                         | Onbekend | Onbekend | Nee | Ja |     |
| Palestina                     | Onbekend | Onbekend | Nee | Ja |     |
| Panama                        | Onbekend | Onbekend | Ja  | Ja |     |
| Papoea-Nieuw-Guinea           | Onbekend | Onbekend | Nee | Ja |     |
| Paraguay                      | Onbekend | Onbekend | Nee | Ja |     |
| Peru                          | Onbekend | Onbekend | Nee | Ja |     |
| Qatar                         | Onbekend | Onbekend | Nee | Ja |     |
| Rwanda                        | Onbekend | Onbekend | Nee | Ja |     |
| Saint Lucia                   | Onbekend | Onbekend | Nee | Ja |     |
| Salomonseilanden              | Onbekend | Onbekend | Nee | Ja |     |
| Sao Tomé en Principe          | Onbekend | Onbekend | Nee | Ja |     |
| Saoedi-Arabië                 | Onbekend | Onbekend | Nee | Ja |     |
| Senegal                       | Onbekend | Onbekend | Nee | Ja |     |
| Seychellen                    | Onbekend | Onbekend | Nee | Ja |     |
| Sierra Leone                  | Onbekend | Onbekend | Nee | Ja |     |
| Singapore                     | Onbekend | Onbekend | Nee | Ja |     |
| Somalië                       | Onbekend | Onbekend | Nee | Ja |     |
| Sri Lanka                     | Onbekend | Onbekend | Nee | Ja |     |
| Soedan                        | Onbekend | Onbekend | Nee | Ja |     |
| Syrië                         | Onbekend | Onbekend | Nee | Ja |     |
| Tadzjikistan                  | Onbekend | Onbekend | Nee | Ja |     |
| Thailand                      | Onbekend | Onbekend | Nee | Ja |     |
| Togo                          | Onbekend | Onbekend | Nee | Ja |     |
| Tonga                         | Onbekend | Onbekend | Ja  | Ja |     |
| Tsjaad                        | Onbekend | Onbekend | Nee | Ja |     |
| Tunesië                       | Onbekend | Onbekend | Nee | Ja |     |
| Turkmenistan                  | Onbekend | Onbekend | Nee | Ja |     |
| Tuvalu                        | Onbekend | Onbekend | Nee | Ja |     |
| Vanuatu                       | Onbekend | Onbekend | Nee | Ja |     |
| Venezuela                     | Onbekend | Onbekend | Ja  | Ja |     |
| Vietnam                       | Onbekend | Onbekend | Nee | Ja |     |
| Wit-Rusland                   | Onbekend | Onbekend | Ja  | Ja |     |
| Zambia                        | Onbekend | Onbekend | Nee | Ja |     |
| Zimbabwe                      | Onbekend | Onbekend | Nee | Ja |     |
| Zuid-Soedan                   | Onbekend | Onbekend | Nee | Ja |     |